# 细胞 (妇女组织)
细胞（荷蘭語：Zelle），2023年以前称为玛丽安娜（得名于法国大革命的象征“玛丽安娜”），是比利时的一个左翼妇女组织，隶属于比利时工人党。该组织的总部位于布鲁塞尔。现任主席是玛尔杰·德·弗里斯。
2016年2月，该组织举办1966年2月16日埃斯塔勒国营工厂女性罢工50周年纪念活动。